# Пикочопровод
Пикочопроводът (или уретер) е част от отделителната система, двоен тръбест орган, свързващ бъбречното легенче (на латински: pelvis renalis) с дъното на пикочния мехур. Пикочопроводът при възрастен човек има дължина около 25 – 30 см и диаметър 3 – 4 мм, като може да варира при различните индивиди. По своето протежение има три стеснения: при излизането си от бъбречното легенче, стеснение на нивото на 2 – 3 лумбален прешлен и стеснение при навлизането му в пикочния мехур. Тези стеснения могат да се окажат препятствие за изхвърлянето на образувани в бъбрека камъни.

## Хистологичен строеж
Строежът на стената на пикочопровода е подобен на малките и големите чашки на бъбречното легенче. Лигавицата му образува надлъжни гънки. Мускулната обвивка е представена от 3 гладко мускулни слоя. Външната му обвивка е адвентиция.